# Thugové

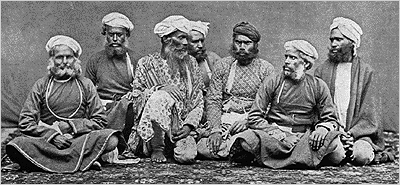
Skupina thugů v 19. století

Thugové (z hindského slova thag - zloděj nebo ze sanskrtského sthaga - lotr či sthagati - skrývat se) byla indická síť tajných společností, lupičů a vrahů cestujících z náboženských důvodů, působící od 17. století (dle některých i od 13. století) do 19. století.
Anglické slovo thug má kořeny v hindštině ठग (ṭhag), což znamená ‚švindlíř‘ nebo ‚podvodník‘. Příbuzná slova jsou sloveso thugna ('klamat'), ze sanskrtu स्थग (sthaga 'mazaný, lstivý, podvodný') a स्थगति (sthagati, 'skrývat'). Tento termín, popisující vraždy a loupeže cestovatelů, byl populární v severních částech indického subkontinentu, zejména v severních a východních oblastech historické Indie (dnešní severní/východní Indie a Bangladéš). 
Říká se, že ve skupinách cestovali po indickém subkontinentu a fungovali jako gangy lupičů, kteří své oběti obelstili a později uškrtili. Aby thugové využili své oběti, přidali se k cestovatelům a získali jejich důvěru, což jim umožnilo překvapit a uškrtit cestovatele kapesníkem nebo smyčkou. Své oběti pak okradli a pohřbili. To vedlo k tomu, že se thugové nazývali Phansigar ("používání smyčky"), což je termín běžně používaný v jižní Indii. Během 30. let 19. století byli thugové stopováni k vymýcení generálním guvernérem Indie lordem Williamem Bentinckem a jeho hlavním kapitánem Williamem Henrym Sleemanem.
Thugové se považovali za děti Kálí, protože byli prý stvořeni z jejího potu. Nicméně mnoho z Brity zajatých a odsouzených Thugů byli muslimové, až třetina z nich.

## Charakteristika

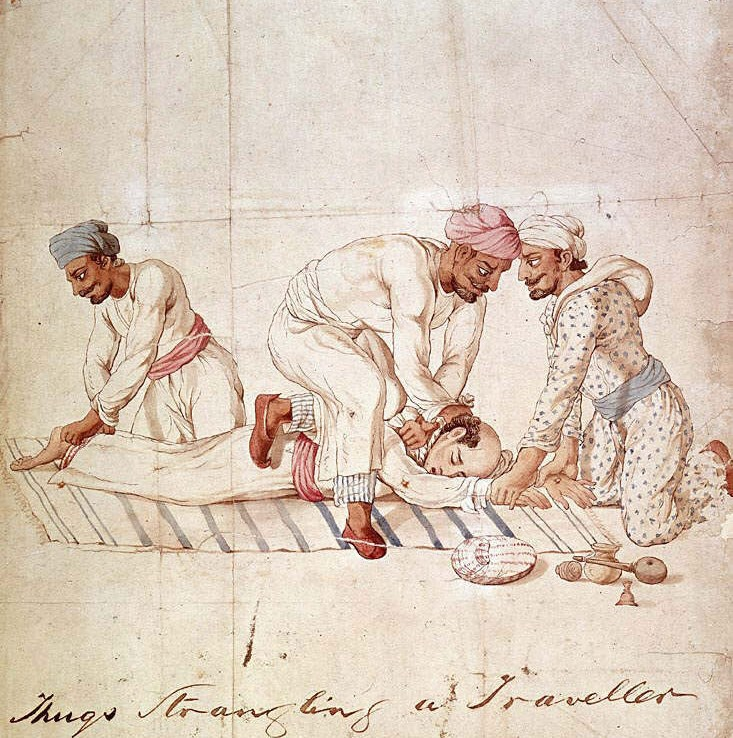
Akvarel (1837) od neznámého umělce tří vrahů škrtících cestovatele; jeden drží nohy, druhý ruce a třetí utahuje podvaz kolem krku. Vytvořeno v Lucknow na základě popisů od uvězněných vůdců Thugů (Dash, 2005)

Thugové praktikovali širokou škálu vražd a loupeží cestujících. Většinou se připojili k nic netušícím pocestným a získali jejich důvěru. Na příhodném místě je pak zabili a okradli. Způsobem vraždy bylo většinou zardoušení. Těla obětí byla zpravidla zahrabána nebo hozena do studny.
Oběti byly většinou zabíjeny na určitých speciálních místech, takovému místu se říkalo bele. Oběti byly zabíjeny většinou v noci, zatímco thugové hráli hudbu nebo způsobili hluk, aby znemožnili objevení. Každý člen skupiny měl přesnou funkci, například přivábit cestující nebo držet hlídky, aby se předešlo útěkům. Vůdci skupiny se říkalo jamaadaar.
Thugové sami odvozovali svůj původ od sedmi muslimských kmenů, ovšem později přešli k hinduismu a stali se věrnými uctívači bohyně smrti Kálí. Vraždy byly obětí. Příslušnost u thugů se dědila z otce na syna, někdy také unášeli malé děti svých obětí a vychovávali je jako thugy. Další cestou bylo naučit se víře od specializovaného instruktora. Takovíto thugové byli rekrutováni většinou z chudiny.
Thugové se pohybovali po Indii ve skupinkách od 10 do 200. Všechno, co dělali, mělo přesný starobylý rituál. Pokud to bylo možné, vraždili žlutým šátkem Rumaal, symbolem bohyně Kálí, a po oloupení své oběti pohřbili s přesnými rituály (posvěcení krumpáčů, obětování cukru). Všechny rituály byly prováděny k poctě bohyně. Každou vraždu prováděli pro to, aby se bohyně nemusela vrátit na tisíc let na zem. Používali vlastní žargon, nazývaný Ramasi. Když thugové dosáhli určitého věku, nepodíleli se už na vraždách, ale pomáhali skupině jinak, například jako špioni. Protože jejich organizace byla přísně utajená a protože pro své vraždy měli náboženskou záminku, byli chápáni jako regulérní, daně platící řemeslo a chráněni před pronásledováním.[zdroj?]

## Počet obětí a potlačení
O celkovém počtu obětí nejsou přesné údaje. Guinnessova kniha rekordů uvádí, že organizace je zodpovědná za 2 000 000 vražd, britský historik Mike Dash odhaduje pouze 50 000. Organizace existovala asi 150 let, byla vykořeněna ve 30. letech 19. století. O thugu Behramovi se předpokládá, že šlo o nejhoršího sériového vraha na světě - uvádí se, že je zodpovědný za smrt 931 lidí. Údaj je ale poměrně sporný.
Kult thugů byl Brity potlačen v roce 1828, velký podíl na tom měl i generální guvernér lord William Bentinck, který zahájil kampaň zahrnující popravy a špionáže, nicméně hlavním architektem a organizátorem britského tažení proti kultu byl Bentinckův asistent, kapitán William Henry Sleeman (1788-1856), který stanovil strategii a rozbil organizační struktury kultu. Poslední zbytky kultu přetrvávaly až do sedmdesátých let 19. století, nicméně navazující sekta vrahů dakoitů, přežila až do 20. století. V Indii ale stále existuje policejní odbor pro potlačování sekt tohoto druhu.